# Empelder Straße 1 (Hannover)

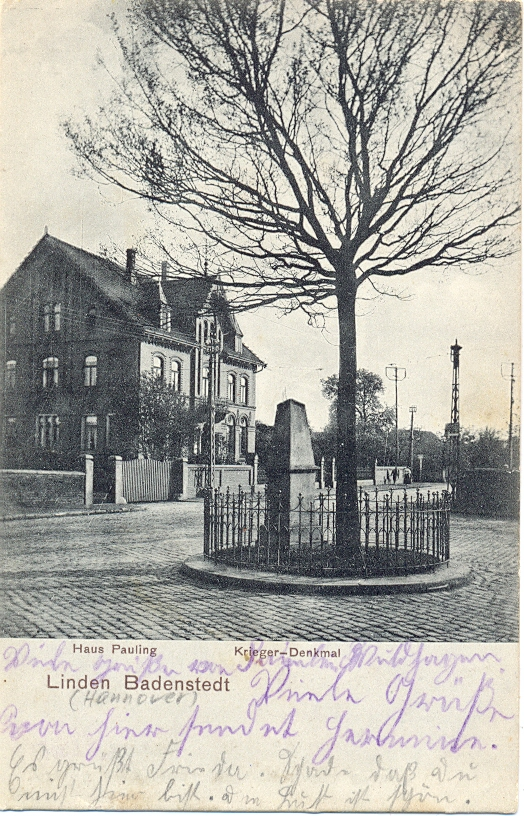
Das Haus Pauling, vom Kriegerdenkmal aus gesehen;
Ansichtskarte, gestempelt 1912

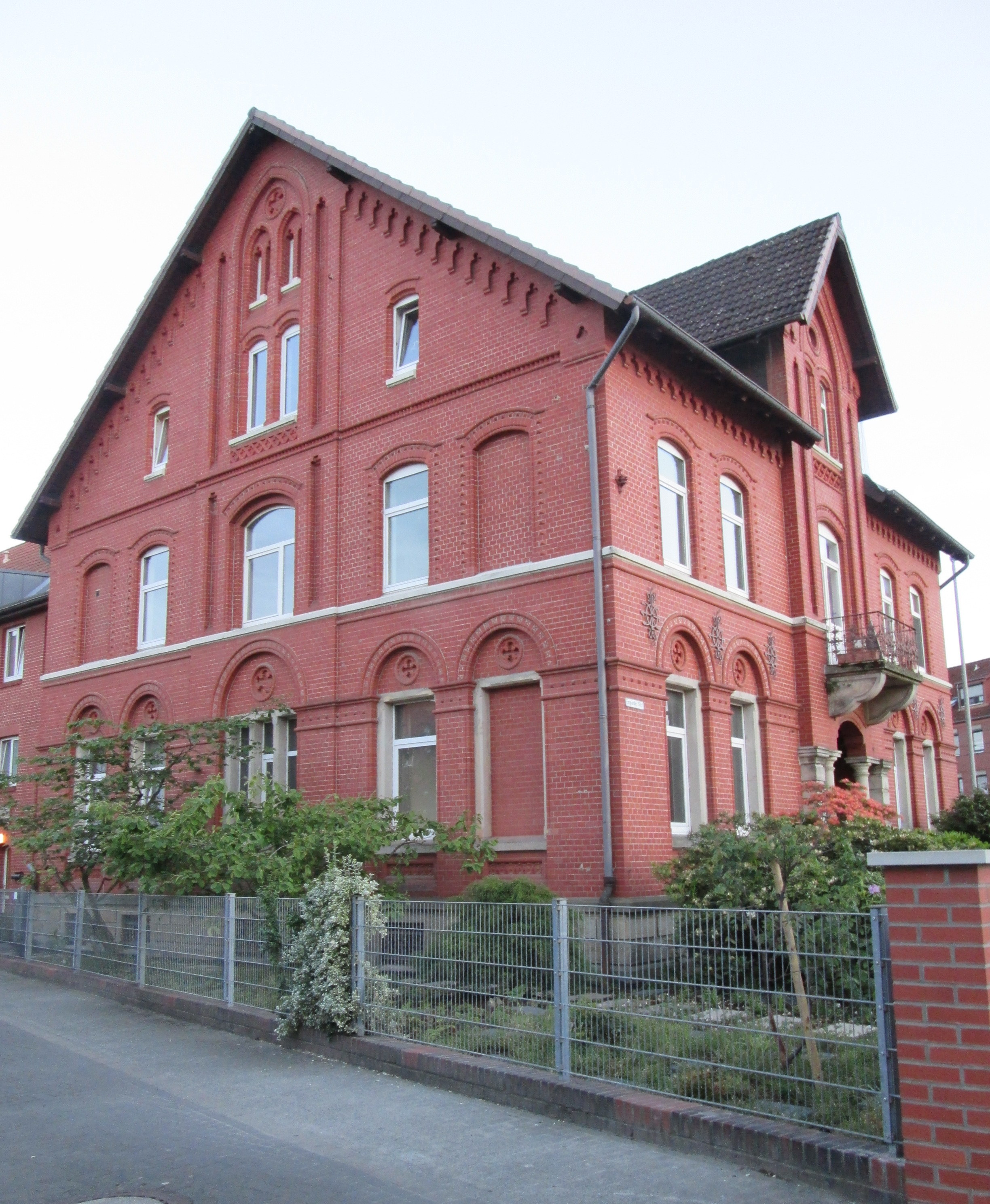
Das 1897 für den Meierhof Pauling errichtete Wohnhaus Empelder Straße 1 Ecke Badenstedter Straße in Hannover dient heute auch als Atelier für den Künstler Nigel Packham

Das Gebäude Empelder Straße 1 in Hannover ist ein denkmalgeschütztes Wohnhaus aus dem späten 19. Jahrhundert. Das auffällige Gebäude steht gegenüber dem Erinnerungsdenkmal an die Siegesfeiern des Jahres 1871 im heutigen hannoverschen Stadtteil Badenstedt und prägt im Bogen der seinerzeit „neuen“ Hauptverkehrsstraßen Badenstedter Straße und Empelder Straße die städtebaulich wichtige Situation. Das 1897 errichtete Gebäude mit seiner reich strukturierten Ziegel-Verblendfassade gehörte zum Meierhof der Familie Pauling. Mit dem Bauwerk zeigten die Großbauern einerseits architektonisch ihr Bedürfnis nach Repräsentation. Andererseits markierte das Bauwerk zugleich die damals vollzogene funktionelle Abtrennung zwischen den bäuerlichen Wirtschaftsgebäuden und einem davon getrennten Wohnbereich.
Anfang des 21. Jahrhunderts richtete der britische Künstler Nigel Packham sein Atelier in der Empelder Straße 1 ein.